# Muzea w Pekinie

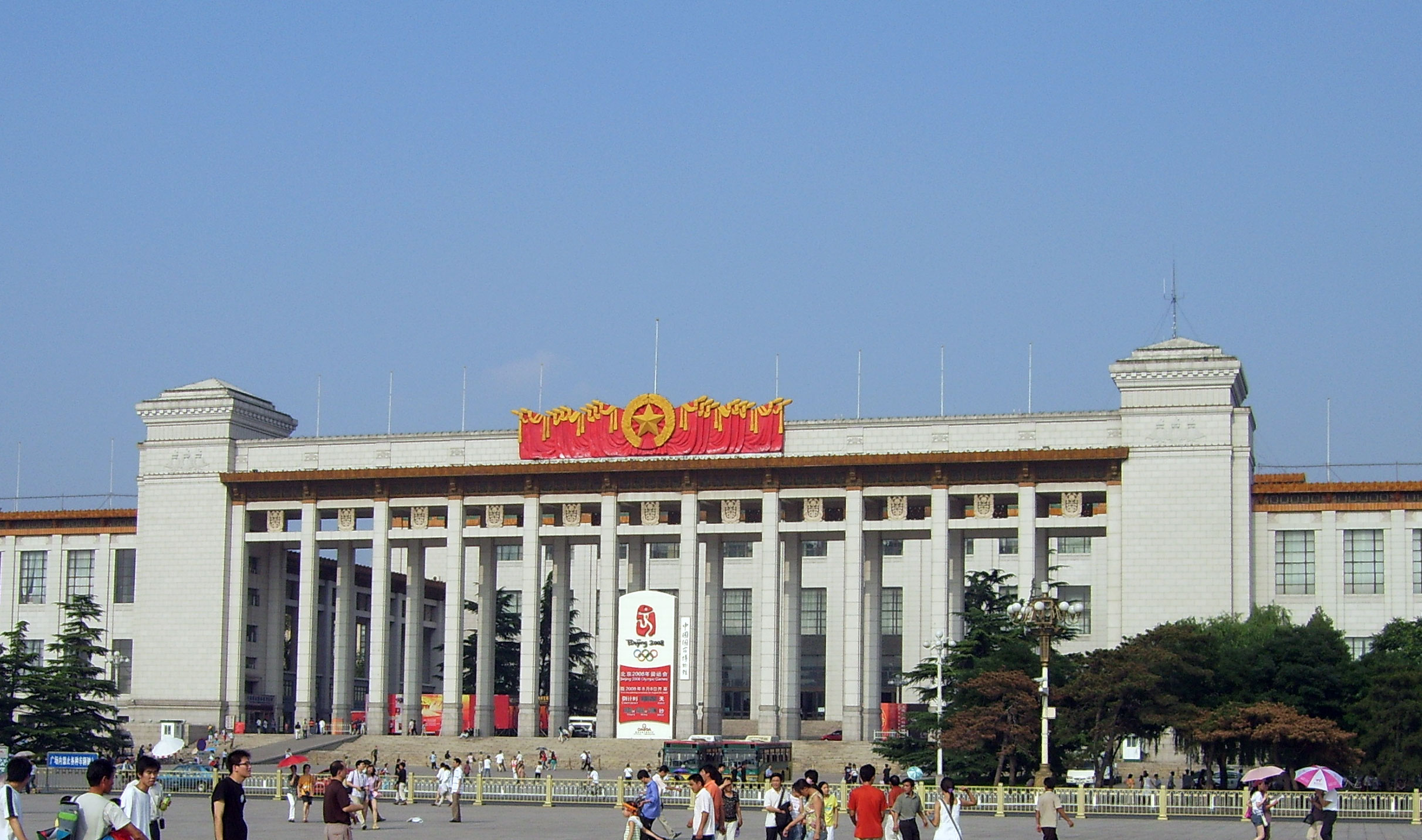
Gmach Chińskiego Muzeum Narodowego

W Pekinie funkcjonują następujące muzea:
- Cesarskie Obserwatorium Astronomiczne w Pekinie
- Chińskie Muzeum Narodowe
- Chińskie Muzeum Narodowe Sztuk Pięknych
- Chińskie Muzeum Wojskowe
- Muzeum Dawnej Porcelany
- Muzeum Historii Przyrody
- Muzeum Lu Xuna
- Muzeum Mei Lanfanga
- Muzeum Stołeczne
- Muzeum Wielkiego Muru
- Muzeum Starożytnych Monet
- Pekińskie Muzeum Sztuki
- Pekińskie Światowe Muzeum Sztuki
- Podziemne miasto
- Rezydencja księcia Gonga
- Świątynia Długowieczności